# Contra Gracchos Tiberim habemus
Contra Gracchos Tiberim habemus — латинський крилатий вислів  — Проти Гракхів у нас є Тибр.
 Тиберій і  Гай  Гракхи — юнаки з прославленого плебейського роду, онуки знаменитого полководця  Корнелія Сципіона Африканського, який здобув вирішальну перемогу над  Ганнібалом (тобто над карфагенянами) у 201 р до н. е. Брати увійшли в історію як ініціатори аграрних реформ, які передбачали поділ громадських земель ( ager publicus) між збіднілими плебеями.
Реформи розпочалися в 133 р. до н. е., коли Тиберій був обраний народним трибуном (tribunus plebis). Вони зустріли шалений опір багатіїв і привели до найсильніших цивільних чвар і безладів, в ході яких брати Гракхи були вбиті. Тиберій загинув під час небувалого побиття громадян у народних зборах в день виборів народного трибуна на наступний рік. Його труп був скинутий в Тибр — річку, яка здавна служила владі Риму засобом позбавлення від неугодних громадян і злочинців. Гай Гракх загинув десять років по тому, намагаючись продовжити на посаді народного трибуна реформи брата. 

При Суллі і Доміциані Рим був смиренний і покірно розбавляв вино водою. Тибр відіграв у даному випадку роль Лети: «Contra Gracchos Tiberim habemus. Bibere Tierim, id est seditionem oblivisci». (Пити з Тибру — значить забувати про заколот).
(Віктор Гюго Отверженные — Киев: Радянська школа, 1986. — Т.1. — с.457)